# Eckart von Tschammer und Osten
Eckart Hans von Tschammer und Osten (* 5. Dezember 1885 in Dresden; † 30. Januar 1946 in Minsk) war ein deutscher Generalmajor der Wehrmacht und verurteilter Kriegsverbrecher.

## Leben
Eckart von Tschammer und Osten war ein Sohn des späteren königlich-sächsischen Oberstleutnants und Kammerherrn Hans von Tschammer und Osten (1856–1922) und dessen ersten Ehefrau Betty, geborene von Metsch (1861–1903), Tochter von Emil von Metsch. Sein Bruder war der spätere nationalsozialistische Sportfunktionär Hans von Tschammer und Osten.
Tschammer besuchte ab Ostern 1895 das Vitzthumsche Gymnasium Dresden. Er trat im April 1905 als Kadett in die Kaiserliche Marine ein, wechselte aber Anfang März 1906 als Fähnrich in das 1. (Leib-)Grenadier-Regiment Nr. 100 der Sächsischen Armee. Hier wurde er am 16. April 1907 zum Leutnant befördert. Tschammer diente während des Ersten Weltkriegs als Oberleutnant und Führer der MG-Kompanie im Reserve-Infanterie-Regiment Nr. 244. Für sein Wirken an der Westfront nordwestlich von Péronne wurde er am 19. Oktober 1916 mit dem Ritterkreuz des Militär-St.-Heinrichs-Ordens beliehen. Den Krieg beendete Tschammer, der außerdem beide Klassen des Eisernen Kreuzes, das Ritterkreuz I. Klasse des Albrechts-Ordens mit Schwertern und das Ritterkreuz II. Klasse des Herzoglich Sachsen-Ernestinischen Hausordens erhalten hatte, als Hauptmann.
1919 wurde er in die Reichswehr übernommen. Als Major diente er im 17. Infanterie-Regiment in Göttingen. Ende 1933 wurde er zum Oberstleutnant und in der Wehrmacht im Oktober 1935 zum Oberst befördert. Von Oktober 1936 bis Sommer 1939 war er Ausbildungsleiter an unterschiedliche Standorten, u. a. in Linz.
Zu Beginn des Zweiten Weltkriegs wurde er erster Kommandeur des Infanterie-Ersatz-Regiments 45 (Linz). Im Februar 1940 übernahm er das aus dem Stab des Infanterie-Ersatz-Regiments 45 neu aufgestellte Infanterie-Ersatz-Regiment 130 und ab Oktober 1940 das neu aufgestellte Infanterie-Regiment 447. Anfang Dezember 1940 wurde er zum Generalmajor befördert. Vom 23. Dezember 1940 bis 15. Juni 1941 war er Kommandant von Colmar im Elsass.
Anschließend übernahm er bis 27. April 1942 die in Mannheim neu aufgestellte Ersatz-Brigade 202, später die daraus hervorgegangene Sicherungs-Brigade 202. Mit dieser kämpfte er in Polen und Weißrussland. Vom 10. Mai 1942 bis 1. Oktober 1942 war er erster Kommandeur der Oberfeldkommandantur 392 mit Sitz in Minsk. Die Oberfeldkommandantur 392 war aus der Sicherungs-Brigade 202 hervorgegangen und in dieser Position wurde er auch Kommandant des Sicherungs-Gebietes Weißrutheniens. In dieser Zeit erging seine Anordnung zur Einrichtung eines Minsker Ghettos. Er wurde – es soll Differenzen mit der deutschen Zivilverwaltung gegeben haben – in die Führerreserve versetzt und 1943 Kommandeur der Feldkommandantur 531 in Chalons-sur-Marne (Frankreich). Im Frühjahr 1943 übernahm er die Leitung des Truppenübungsplatzes Grafenwöhr. Im Juni 1944 gab er das Kommando ab und wurde Kommandeur der Feldkommandantur 853 in Rumänien.
Im September 1944 wurde er als vermisst ausgewiesen, war aber zu dieser Zeit bereits in rumänische Kriegsgefangenschaft geraten. Anschließend wurde er an die Sowjetunion überstellt und dort, wie eine Vielzahl anderer Wehrmachtsoffiziere, wegen Ermordung von Zivilisten und Deportation von sowjetischen Frauen angeklagt (Minsker Prozess). Eckart von Tschammer und Osten wurde wie 12 andere Verurteilte, darunter Generalmajor Gottfried von Erdmannsdorff und Generalleutnant Johann-Georg Richert, am 30. Januar 1946 vor mehr als 100.000 Menschen auf der Pferde-Rennbahn von Minsk gehängt.
Am 19. August 1913 heiratete Tschammer in Dresden Caroline Camp von Schönberg (* 1891). Das Ehepaar hatte vier Töchter. Eine Tochter heiratete 1946 den ehemaligen Kapitänleutnant und Torpedobootkommandanten Horst Freiherr von Luttitz.